# Brzo klizanje na kratkim stazama na ZOI 2014.
Natjecanja u brzom klizanju na kratkim stazama na Zimskim olimpijskim igrama 2014. u Sočiju održavana su od 10. do 21. veljače u Ledenoj dvorana Ajsberg.

## Natjecanja

### Muškarci
| disciplina     | zlato                                                                 | vrijeme     | srebro                                                            | vrijeme  | bronca                                            | vrijeme  |
| 500 m          | Viktor Ahn                                                            | 41.312      | Wu Dajing                                                         | 41.516   | Charle Cournoyer                                  | 41.617   |
| 1000 m         | Viktor Ahn                                                            | 1:25,325    | Vladimir Grigorev                                                 | 1:25,399 | Sjinkie Knegt                                     | 1:25,611 |
| 1500 m         | Charles Hamelin                                                       | 2:14,985    | Han Tianyu                                                        | 2:15,055 | Viktor Ahn                                        | 2:15,062 |
| 5000 m štafeta | Rusija Viktor Ahn Semion Elistratov Vladimir Grigorev Ruslan Zakharov | 6:42,100 OR | SAD Eddy Alvarez J. R. Celski Christopher Creveling Jordan Malone | 6:42,371 | Kina Chen Dequan Han Tianyu Shi Jingnan Wu Dajing | 6:48,341 |

### Žene
| disciplina     | zlato                                                                        | vrijeme  | srebro                                                                    | vrijeme  | bronca                                                                | vrijeme  |
| 500 m          | Li Jianrou                                                                   | 45,263   | Arianna Fontana                                                           | 51,250   | Park Seung-Hi                                                         | 54,207   |
| 1000 m         | Park Seung-hi                                                                | 1:30,761 | Fan Kexin                                                                 | 1:30,811 | Shim Suk-hee                                                          | 1:31,027 |
| 1500 m         | Zhou Yang                                                                    | 2:19,140 | Shim Suk-Hee                                                              | 2:19,239 | Arianna Fontana                                                       | 2:19,416 |
| 3000 m štafeta | Južna Koreja Shim Suk-hee Park Seung-hi Cho Ha-ri Kim A-lang Kong Sang-jeong | 4:09,498 | Kanada Marie-Ève Drolet Jessica Hewitt Valérie Maltais Marianne St-Gelais | 4:10,641 | Italija Arianna Fontana Lucia Peretti Martina Valcepina Elena Viviani | 4:14,014 |

## Vanjske poveznice
- Rezultati natjecanja  Arhivirana inačica izvorne stranice od 2. srpnja 2014. (Wayback Machine)